# Blumenthal (Holstein)
 For alternative betydninger, se Blumenthal. (Se også artikler, som begynder med Blumenthal)
Blumenthal er en kommune og en by i det nordlige Tyskland, beliggende i Amt Molfsee i den østlige del af Kreis Rendsborg-Egernførde. Kreis Rendsborg-Egernførde ligger i den centrale del af delstaten Slesvig-Holsten.

## Geografi
Blumenthal er beliggende omkring 15 km sydvest for Kiel ved Bundesautobahn 215.